# Chi Pu
Nguyễn Thùy Chi (sinh ngày 14 tháng 6 năm 1993), thường được biết đến với nghệ danh Chi Pu, là một nữ ca sĩ, diễn viên, nhân vật truyền hình kiêm người mẫu người Việt Nam. Cô được công chúng biết đến sau khi lọt vào Top 20 Miss Teen Vietnam 2009, và là hot girl Việt Nam có lượng người theo dõi và quan tâm nhiều nhất trên mạng xã hội vào năm 2015.
Ngoài thành công với sự nghiệp làm người mẫu ảnh và diễn viên, cô còn trở thành một ca sĩ vào năm 2017 và từng nhận về những lời chỉ trích từ khán giả và giới chuyên môn trong những năm đầu sự nghiệp ca hát.

## Tiểu sử
Chi Pu sinh ngày 14 tháng 6 năm 1993 tại Hà Nội. Gia đình gồm bố, mẹ và một chị lớn hơn Chi Pu 11 tuổi. Bố của cô làm trong quân đội, còn mẹ là giáo viên nên từ nhỏ cô đã được bố mẹ giáo dục nghiêm khắc và hướng cô đi theo những giá trị truyền thống của gia đình. Chi Pu biết chơi đàn piano và từng tham dự nhiều cuộc thi âm nhạc lúc nhỏ. Năm 2003, cô từng giành giải nhất trong cuộc thi Liên hoan đàn organ thành phố Hà Nội. Năm 16 tuổi, Chi Pu đăng ký tham dự cuộc thi Miss Teen 2009 và dừng chân ở Top 20. Từ đó, cô bước vào showbiz và trở thành một Diễn viên nổi tiếng.
Bắt đầu nổi tiếng qua việc tham gia Miss Teen, Chi Pu được mời chụp ảnh cho các mẫu quảng cáo quần áo của các shop thời trang teen. Dần dần, cô trở thành cái tên quen thuộc với giới trẻ thông qua danh xưng hotgirl. Chi Pu theo học tại trường Trung học phổ thông Lê Quý Đôn – Đống Đa, Hà Nội. Sau khi tốt nghiệp cấp ba, cô đăng ký vào trường Đại học RMIT và đã học xong khóa dự bị tiếng Anh tại đây. Tuy nhiên sau đó cô đã bảo lưu kết quả học tập để theo đuổi con đường nghệ thuật.

## Sự nghiệp

### 2013–2016: Các vai diễn điện ảnh đầu tay
Năm 2013, Chi Pu tham gia 5 dự án phim ảnh: phim truyền hình Giọt nước rơi, Giấc mơ hạnh phúc, phim điện ảnh Thần tượng, phim ngắn Cô gái trên tầng thượng do cô hợp tác sản xuất và sau này đã nhận được giải Cánh Diều Vàng cho phim ngắn xuất sắc nhất năm 2014. Nổi bật là phim sitcom 5S Online trong đó cô đóng vai Nana công chúa. Năm 2014, Chi Pu quyết định vào Nam để lập nghiệp và tham gia những dự án phim như phim truyền hình Vẫn có em bên đời, phim điện ảnh Hương Ga và Chung cư ma. Vào tháng 6 năm 2014, cô tham gia bộ phim ngắn My Sunshine mang thông điệp ủng hộ cho cộng đồng LGBT do cô tự viết kịch bản, đồng đạo diễn (với Nguyên Hà), sản xuất và đóng vai chính. Tính đến tháng 9 năm 2021, bộ phim đạt được hơn 1,7 triệu lượt xem trên YouTube.
Vào tháng 1 năm 2015, cô tham gia chương trình Bước nhảy hoàn vũ mùa 6 cùng bạn nhảy Georgi Naydenov và đã giành được giải Đồng chung cuộc. Vào giữa tháng 5 năm 2015, Chi Pu nhận vai diễn điện ảnh chính đầu tiên mang tên Yêu của đạo diễn Việt Max. Trong phim, Chi Pu vào vai Nhi, một cô gái có khát vọng trở thành ca sĩ và dần phát hiện thứ tình cảm khác lạ ngày càng lớn với người bạn gái thân từ thuở bé là Tú (do Gil Lê đảm nhận). Ngay từ đầu khi được công bố, bộ phim đã nhận được nhiều sự quan tâm từ khán giả, nhất là giới trẻ. Sau khi công chiếu, bộ phim đã nhận được nhiều phản hồi tích cực. Chỉ sau 3 ngày ra rạp, Yêu thu về 12 tỷ đồng. Năm 2016 cô tham giam sản xuất, viết kịch bản đồng thời kiêm vai chính cho web-series "Tỉnh giấc tôi thấy mình trong ai" có tham gia diễn xuất của Vân Anh The Voice, Công Văn Dương và ca sĩ Quang Vinh.

### 2017–2019: Chuyển hướng làm ca sĩ
Tháng 10 năm 2017, Chi Pu ra mắt hai bài hát "Từ hôm nay (Feel Like Ooh)" và "Cho ta gần hơn", đồng thời xác nhận cô sẽ tham gia thị trường âm nhạc Việt Nam dưới vai trò ca sĩ. Cô cũng thu âm phiên bản tiếng Hàn của hai ca khúc trên và phát hành trên kênh Melon Hàn Quốc. "Từ hôm nay (Feel Like Ooh)" nhận về nhiều phản ứng tiêu cực từ khán giả cũng như giới chuyên môn. Sau đó, cô tiếp tục ra các bài hát "Em sai rồi anh xin lỗi em đi" và "Có nên dừng lại", đây cũng là những bài hát gây tranh cãi trái chiều.
Để chứng tỏ tình yêu với âm nhạc của mình, cô đã ra bài hát "Tôi vẫn hát". Không dừng lại ở đó, sau một thời gian, Chi Pu đã táo bạo đưa cư dân mạng đến với ca khúc "Mời anh vào tim em", MV của bài hát này mang tựa đề 16+ với những cảnh quay khá nhạy cảm. Sau đó cô lại tiếp tục với truyện Tấm Cám trong MV "Anh ơi ở lại" với phong cách cổ trang.
Trong thời gian này, Chi Pu có tham gia diễn xuất ở một số ít dự án điện ảnh và truyền hình. Bộ phim xuất sắc nhất của cô cho tới năm 2019 là Mối tình đầu của tôi do cô và Ninh Dương Lan Ngọc tham gia đóng vai nữ chính. Bộ phim được mua lại bản quyền từ Cô nàng xinh đẹp của Hàn Quốc.
Tối 29 tháng 7 năm 2019, Chi Pu chính thức tung teaser MV mới có tựa đề được viết tắt bằng dòng hastag #Bidibadibidibu. Tối 1 tháng 8 năm 2019, trong lúc khán giả không ngờ nhất, Chi Pu đã tung poster chính thức cho sản phẩm âm nhạc sắp tới của cô. Điều khiến khán giả ngạc nhiên tột độ không đến từ tạo hình khác lạ, mà đến từ việc: hashtag một đường, nhưng tên ca khúc lại một nẻo, không hề liên quan đến nhau. Cụ thể, MV mới nhất của Chi Pu chính thức được gọi tên: "Em Nói Anh Rồi", dòng hashtag "thần chú" #BIDIBABIDIBU vẫn được giữ nguyên như gợi thêm sự tò mò. Đúng 20h tối nay 2 tháng 8 năm 2019, Chi Pu đã chính thức ra mắt MV "Em nói anh rồi" trên kênh YouTube chính thức của nữ ca sĩ. Đặc biệt, "Em nói anh rồi" còn là ca khúc do Park Jeong Wook - "ông hoàng nhạc phim" xứ Hàn, từng tạo nên nhiều ca khúc nhạc phim đình đám như Secret Garden, Iris, Bad Love, Nice Guy, She was pretty... đồng thời là "ông bầu" của khá nhiều sao Hàn hiện nay "đo ni đóng giày" riêng cho Chi Pu. Về phần vũ đạo, Chi Pu cũng hợp tác với 1Million Dance Studio, nơi đã cho ra đời rất nhiều video biên đạo triệu view cho các hit từ Kpop đến Âu Mỹ. Tối ngày 3 tháng 8, cô là một trong các ca sĩ khách mời biểu diễn trực tiếp tại đêm chung kết Hoa hậu Thế giới Việt Nam 2019.

### 2020–nay: Bê bối "chiếc ố", đi hát trở lại, tham dự Street Dance Việt Nam & Tỷ tỷ đạp gió rẽ sóng mùa 4
Trong năm 2020, Chi Pu cho ra mắt dự án Chi Pu's Greatest Show, được phát sóng định kì mỗi tháng một lần với các tập lần lượt mang tên: Ánh Trăng Nói Hộ Lòng Tôi, Đại Chiến Thiên Thần và Ác Quỷ, Go Everywhere See Everything. Đầu tiên, Chi Pu phát hành EP Ánh trăng nói hộ lòng tôi vào ngày 28 tháng 5 năm 2020. Sau đó cô tiếp tục phát hành đĩa đơn "Cung đàn vỡ đôi". Trong một buổi trình diễn trực tiếp bài hát "Anh ơi ở lại", Chi Pu nhận về nhiều chỉ trích khi hát "chiếc ô" thành "chiếc ố".
Bên cạnh đó Chi Pu cũng giới thiệu đến khán giả MV Mơ Anh. Trong chương trình Double Happiness - Winter Wonder Festival tổ chức bởi 88rising, cô đã lựa chọn hai ca khúc Mơ anh và Talk to me để trình diễn.
Cuối năm 2020, Chi Pu lọt Top 100 người có sức ảnh hưởng nhất trên mạng xã hội tại châu Á - Thái Bình Dương do Forbes thống kê (Forbes Asia's 100 Digital Stars). Chi Pu được Forbes giới thiệu: "Với hơn 19 triệu người theo dõi trên mạng xã hội, Chi Pu (tên thật Nguyễn Thùy Chi) là một trong những nữ ngôi sao nổi tiếng nhất Việt Nam. Từ một người mẫu chuyển mình thành diễn viên - ca sĩ, Chi Pu sở hữu MV Anh ơi ở lại với hơn 92 triệu lượt xem trên YouTube. Cô đã quyên góp 50.000 USD (hơn 1,1 tỉ đồng) cho các nỗ lực cứu trợ Covid-19 tại địa phương".
Năm 2022, cô tham gia chương trình Street Dance Việt Nam với vai trò đội trưởng. Vào đầu tháng 8, Chi Pu thông báo sẽ đi hát trở lại, ra mắt 5 MV trong 5 tháng cuối năm, mỗi tháng 1 MV, bắt đầu với việc ra mắt ca khúc Black Hickey vào tháng 8, và Sashimi sau đó 1 tháng. Tuy nhiên, sau khi ra mắt bài hát Miss Showbiz vào ngày 12/10, cô bất ngờ thông báo đây là sản phẩm âm nhạc cuối cùng trong năm nay và album đầu tay cũng không được phát hành như dự kiến.
Năm 2023, Chi Pu là 1 trong 33 thí sinh tham dự Đạp gió 2023 do đài Mango TV của Trung Quốc sản xuất. Đây là mùa thứ tư của show truyền hình đình đám Tỷ tỷ đạp gió rẽ sóng. Kết quả chung cuộc, cô đứng thứ 6 và được xuất hiện trong đội hình ra mắt chính thức.
Ngày 23 tháng 5 năm 2024, Chi Pu trở lại đường đua âm nhạc, phát hành MV mang tên Finding You.

## Hình tượng công chúng
Ngoài công việc chính là diễn viên, Chi Pu cũng liên tục được mời làm người mẫu ảnh cho các tạp chí uy tín và thương hiệu thời trang lớn. Dù không phải là ca sĩ, nhưng cô cũng đã hơn một lần cho mọi người nghe giọng hát của mình qua những ca khúc nhạc phim và quảng cáo. Chi Pu cũng được mời làm VJ và MC cho khá nhiều chương trình. Tháng 5 năm 2015, Chi Pu thử sức mình với một vai diễn trong vở nhạc kịch Đài.
Chi Pu cũng tham gia chiến dịch Về đi Vàng ơi của Liên minh bảo vệ chó châu Á để lan tỏa thông điệp bảo vệ phúc lợi động vật.

## Tranh cãi

### Ra mắt với vai trò là ca sĩ
Tháng 10 năm 2017, Chi Pu tuyên bố rẽ hướng làm ca sĩ bằng việc phát hành loạt video âm nhạc, với đĩa đơn đầu tay là "Từ hôm nay (Feel Like Ooh)". Các sản phẩm được đánh giá tốt, chỉn chu, đầu tư từ hình ảnh đến âm thanh. Tuy nhiên, nhiều nghệ sĩ nổi bật đã lên tiếng thể hiện sự phản đối trước bài hát và quyết định trở thành ca sĩ của Chi Pu, trong đó bao gồm Thanh Lam, Mỹ Linh, Thu Minh, Tóc Tiên, Uyên Linh, Hương Tràm, Quốc Thiên và Văn Mai Hương. Cá nhân Hương cảm thấy đây là một "sự sỉ nhục" với "người làm nghề chân chính" như cô.
Người lên tiếng nhiều nhất trong nhóm này là Hương Tràm, liên tục công kích Chi Pu trên mạng xã hội và cho rằng cô đang cố gắng "kiếm tiền" từ người hâm mộ với dự án âm nhạc mới. Cô cho biết rằng: "Em tưởng mình em lỡ dại [vì chỉ trích Chi Pu]", "Em đang suy nghĩ có khi một ngày mọi người chợt ồ nhận ra, thà lúc trước cứ thẳng thật như con Tràm có khi nào mình đã chung tay ngăn được một điều gì đó không nhỉ, tại sao lại vẫn tiếp tục làm điều đó?." Chi Pu sau đó trả lời bình luận của Hương Tràm trong một buổi họp báo, nói rằng: "nếu người đồng nghiệp đó [Hương Tràm] nhận xét văn minh và giảm định kiến hơn thì tôi sẽ tiếp thu."
Minh Quân cũng bị chỉ trích ngay sau khi cho rằng Cục Nghệ thuật Biểu diễn cần cấm Chi Pu làm ca sĩ. Lam Trường lập tức phản hồi, cho rằng khán giả mới là người quyết định có chấp nhận Chi Pu hay không. Lê Minh Tuấn, Cục phó Cục Nghệ thuật Biểu diễn, cho biết "chưa đủ cơ sở" để đình chỉ biểu diễn cô và cũng đưa ra bình luận tương tự như Lam Trường. Sau vụ việc, Minh Quân nói rằng anh không có ý chỉ trích Chi Pu.
Ngoài Lam Trường, các nghệ sĩ khác như Thanh Hà, Noo Phước Thịnh, CEO của WePro Entertainment là Quang Huy cùng vợ Phạm Quỳnh Anh, Minh Hằng, Phương Vy, Phạm Hoài Nam, Erik, và bạn trai cũ của Chi Pu là Cường Seven, đã bảo vệ Chi Pu. Họ xuất hiện trên các trang tin truyền thông phản đối những lời lẽ thiếu xây dựng của các nghệ sĩ như Hương Tràm, mà theo Thanh Hà là "cấm kỵ" và "dại." Noo Phước Thịnh và Minh Hằng bày tỏ thông cảm với Chi Pu vì họ cũng xuất phát từ nghề làm người mẫu và diễn viên trước khi nổi tiếng với nghề làm  ca sĩ.

### Chỉ trích về khả năng chuyên môn
Chi Pu thường xuyên bị phàn nàn có chất giọng yếu và hầu như hụt hơi khi lên những nốt cao. Đa số những lần biểu diễn trực tiếp của cô đều bị cho là "thất bại" và Chi Pu nhận về các chỉ trích từ khán giả vì giọng hát "chênh, phô và hát oét". Đặc biệt, trong một lần biểu diễn bài hát tại một quán bar ở Thành phố Hồ Chí Minh vào tháng 6 năm 2020, Chi Pu đã hát lạc giọng, hụt hơi, và hát "chiếc ô" thành "chiếc ố". Cụm từ này sau đó trở nên nổi tiếng và được người tẩy chay cùng nhiều khán giả khác sử dụng để nhạo báng, chế giễu nữ ca sĩ. Chi Pu cũng bị khán giả tỏ thái độ chán ghét và đòi cô giải nghệ khi trình diễn nhiều bài hát khác, như phần trình diễn tìm tay với bài hát "Từ hôm nay (Feel Like Ooh)", "Cho ta gần hơn (I'm in Love)" và "Tôi vẫn hát".
Chi Pu còn bị khán giả ghi nhận hát nhép nhiều lần. Đa số các màn trình diễn, Chi Pu và ekip đã sử dụng playback (hát đè) khá lộ liễu với các màn trình diễn đòi hỏi vũ đạo phức tạp, tiêu biểu là sân khấu online tại sự kiện Double Happiness do 88rising tổ chức. Rất nhiều khán giả đã chỉ ra Chi Pu đã hát nhép lộ liễu tại sự kiện này, thậm chí còn nhép không khớp và đã dấy lên một luồng dư luận chỉ trích không hề nhỏ.

### Phát ngôn gây tranh cãi
–Phát ngôn gây tranh cãi của Chi Pu tại chương trình Social for Good.
Vào tháng 11 năm 2017, Chi Pu xuất hiện ở chương trình Bữa trưa vui vẻ được phát sóng trên VTV6, cô hát live và bị khán giả đánh giá tiêu cực trên sóng truyền hình, Chi Pu đã có phát ngôn gây tranh cãi: "Ở Việt Nam, cầm mic lên là ca sĩ rồi" hay "Từ hôm nay hãy gọi tôi là ca sĩ". Ngay sau đó cô đã nhận sự phản đối dữ dội từ đồng nghiệp và cộng đồng mạng Việt Nam dành nhiều đánh giá trái chiều về cô. Văn Mai Hương, sau khi bị người hâm mộ của Chi Pu dọa giết vì ý kiến của mình, giải thích rằng cô chỉ bất đồng với bình luận của Chi Pu: "Ở Việt Nam, cứ cầm mic là ca sĩ." Phát ngôn này đã gây tranh cãi do đã bị cắt xén và hiểu lầm thành "cứ cầm mic là ca sĩ." Thực chất thì phát ngôn đầy đủ của Chi Pu là: "Ở thị trường Hàn Quốc, nếu một người cầm mic lên hát, thì sẽ phân ra rất nhiều vai trò khác nhau: ca sĩ, idol... Nhưng ở Việt Nam, khi cầm mic lên hát thì đã gọi là ca sĩ rồi, không có một từ nào khác để nói về nghệ sĩ trình diễn [như Chi] cả.."
Vào cuối năm 2019, Chi Pu xuất hiện trên chương trình Social for Good cùng Trấn Thành và Đức Phúc. Trong chương trình, cô đã có phát ngôn được cho là xem thường khán giả khi gọi người tẩy chay là "lũ thần kinh" vì "cứ mãi đeo bám cuộc đời của cô". Video sau khi được đăng tải đã nhận về nhiều tranh cãi trái chiều trên các mạng xã hội.
Chi Pu cũng nhiều lần gây tranh cãi bằng những phát ngôn khác, như "nòng nọc là con của con cá", bỡn cợt khi nói đến những người bị xâm hại tình dục "chưa có kinh nghiệm bị hãm hiếp", "cái đám chửi Chi Pu" và "Oops! Em lại càng muốn hát".

### Những tranh cãi khác
Chi Pu từng chụp những tấm ảnh ngồi lên và ôm hôn tượng Phật trong một chuyến du lịch, gọi Phật bằng những cụm từ như "em yêu anh Phật", "anh Phật ti to". Cô đã lên tiếng về vấn đề này, "Những hành động ngày nhỏ thiếu suy nghĩ này đã để lại ấn tượng không đẹp", cô thừa nhận. Chi Pu coi đây là lời cảnh tỉnh chính mình và tự nhắc nhở bản thân hoàn thiện hơn mỗi ngày.
Chi Pu cũng dính vào nhiều nghi án đạo nhái bìa các đĩa đơn và video âm nhạc. Vào ngày 9 tháng 4 năm 2021, sau khi cô đăng tải bộ ảnh mới lên trang cá nhân, một stylish có tên Quỳnh Anh đã tố cáo Chi Pu đạo nhái tác phẩm nghệ thuật của mình. Hay trong dự án thực hiện MV nhạc phim Thiên Thần Hộ Mệnh, hình ảnh ngồi trên mẫu ghế hoa đính đá cầu kỳ của Chi Pu cũng bị netizen nhắc là "y xì đúc" tạo hình quyền lực của CL trong sản phẩm Hello Bitches, được ra mắt từ 2015.
Chi Pu tiếp tục vướng nghi án "đạo nhái" concept của stylist người Nga - Salavat Kypere. Cụ thể Chi Pu diện "cả cây" đen phối với áo lót mỏng bên trong cùng chiếc áo khoác lông dày. Cách tạo dáng hững hờ cùng điểm nhấn là đôi boot cao ngang gối khiến Chi Pu thêm phần cuốn hút. Tuy nhiên, từ concept đến cách tạo dáng của người đẹp lại bị netizen cho rằng giống hệt stylist người Nga. Nếu ảnh của hot girl gốc Hà Thành vừa được đăng tải thì bộ ảnh của Salavat Kypere đã chụp từ tháng 4/2021 và được hãng Naked Wolfe đăng lại vào cùng thời điểm.
Bản thân Chi Pu được VTV chỉ mặt điểm tên trong phóng sự "Giá trị của danh xưng nghệ sĩ" vào năm 2021, và chương trình "Góc nhìn văn hóa- Xóa bỏ ca khúc phản cảm: Quyền lực trong tay khán giả" sau đó 1 năm, nói về ca khúc Sashimi, chương trình bình luận: "Cô gái này lần nào tung ra sản phẩm âm nhạc cũng gây bão dư luận nhưng đáng tiếc không phải khen mà là những bình luận tiêu cực. Nhiều nhà báo chuyên mảng âm nhạc đã nhận định đây là một video ca nhạc gợi dục, phản cảm với ca từ dung tục, sáo rỗng. Không ít nhạc sĩ đã phải thốt lên: Đây là rác". Ngay từ khi lên sóng, MV "Sashimi" của Chi Pu đã vấp phải tranh cãi. Khán giả cho rằng sáng tác Hứa Kim Tuyền dành cho Chi Pu có ca từ sáo rỗng, thậm chí thô tục. Cả lời lẫn tiêu đề bài hát đều khiến người nghe liên tưởng tới vấn đề nhạy cảm. Trước khi được phát hành, "Sashimi" của Chi Pu đã vướng những ồn ào. Ở poster quảng bá bài hát được tung ra ngày 1/9, Chi Pu vướng tranh cãi sao chép ý tưởng của Lisa. Khán giả chỉ ra kiểu tóc, trang phục, cách tạo dáng của Chi Pu giống Lisa trong đợt nữ ca sĩ quảng bá bài hát Lalisa.

## Đời tư
Chi Pu từng có mối quan hệ tình cảm với nam ca sĩ Cường Seven trong 3 năm, nhưng vào năm 2013, cả hai đã công khai nói lời chia tay.
Người bạn thân thiết nhất của Chi Pu, mà cô cho rằng không chỉ là bạn thân mà còn là người thân, là ca sĩ Gil Lê. Cô từng nói: "Nếu không có Gil và bố mẹ Gil giúp đỡ, chắc tôi không tồn tại được lâu ở Sài Gòn ồn ào này. Tôi mang ơn gia đình Gil nhiều lắm vì sự bình yên và một tình cảm gia đình đúng nghĩa mà cả nhà đã mang lại cho tôi." Cô cho rằng, Gil Lê là một người bạn vô cùng quan trọng không thể thiếu.

## Danh sách đĩa nhạc

### Đĩa mở rộng
| Tựa                            | Chi tiết                                                                                                |
| ------------------------------ | --- |
| Love Story                     | - Phát hành: 28 tháng 10 năm 2017 (Hàn Quốc) - Hãng đĩa: Krazy Sound - Định dạng: Tải xuống kỹ thuật số |
| Ánh trăng nói hộ lòng tôi      | - Phát hành: 28 tháng 5 năm 2020 - Hãng đĩa: GOM Entertainment - Định dạng: Tải xuống kỹ thuật số       |
| Đại chiến thiên thần và ác quỷ | - Phát Hành: 14 tháng 7 năm 2020 - Hãng Đĩa: GOM Entertainment - Định Dạng: Tải xuống kỹ thuật số       |
| Go Everywhere See Everything   | - Phát Hành: 1 tháng 9 năm 2020 - Hãng Đĩa: GOM Entertainment - Định Dạng: Tải xuống kỹ thuật số        |

### Đĩa đơn
| Năm  | Tựa                                        |
| ---- | ------------------------------------------ |
| 2012 | "Hát cho tình bạn" (với 5S Online)         |
| 2014 | "Tada Xmas" (với Gil Lê)                   |
| 2015 | "Shining Star" (với Gil Lê)                |
| 2015 | "Stay with Me"                             |
| 2016 | "Ngày bồng bềnh"                           |
| 2017 | "Đón xuân tuyệt vời" (với Hoàng Thùy Linh) |
| 2017 | "Từ hôm nay (Feel Like Ooh)"               |
| 2017 | "Cho ta gần hơn (I'm in Love)"             |
| 2017 | "Em sai rồi anh xin lỗi em đi (#ESRAXLED)" |
| 2017 | "Talk to Me (Có nên dừng lại)"             |
| 2018 | "Đoá hoa hồng (Queen)"                     |
| 2018 | "Mời anh vào Team em"                      |
| 2019 | "Kid Mah" (với Palmy)                      |
| 2019 | "Anh ơi ở lại"                             |
| 2019 | "Em nói anh rồi (#BIDIBADIBIDIBU)"         |
| 2019 | "Shh! Chỉ ta biết thôi"                    |
| 2020 | "Cung đàn vỡ đôi"                          |
| 2020 | "Mơ anh"                                   |
| 2022 | "Black Hickey" (8/8/2022)                  |
| 2022 | "Sashimi" (9/9/2022)                       |
| 2022 | "Miss Showbiz" (12//2022)                  |
| 2023 | "Hoa dưới Mặt Trời" (30/11/2023)           |
| 2024 | Finding You (23/5/2024)                    |

## Danh sách phim

### Phim điện ảnh
| Năm  | Tựa                        | Vai            | Đạo diễn                            | Ghi chú         |
| ---- | -------------------------- | -------------- | ----------------------------------- | --------------- |
| 2013 | Cô gái trên tầng thượng    | Vai chính      | Lê Hoàng                            | Phim ngắn       |
| 2013 | Thần tượng                 | Minh Tú        | Quang Huy                           | [ 74 ]          |
| 2014 | My Sunshine                | Q              | Lê Hà Nguyên                        | Phim ngắn       |
| 2014 | Hương ga                   | Diệu (lúc nhỏ) | Ngô Quốc Cường                      | [ 76 ]          |
| 2014 | Chung cư ma                | Ngọc           | Văn M. Phạm                         | [ 77 ]          |
| 2015 | Mune: Chiến binh Mặt Trăng | Glim           | Alexandre Heboyan, Benoît Philippon | Lồng tiếng Việt |
| 2015 | Yêu                        | Nhi            | Việt Max                            |                 |
| 2016 | Vệ sĩ Sài Gòn              | Thi            | Ochiai Ken                          | [ 78 ]          |
| 2018 | Lala: Hãy để em yêu anh    | Hà Mi          | Han Sang-hee                        | [ 79 ]          |
| 2019 | Yêu nhầm bạn thân          | Chính mình     | Chayanop Boonprakob                 | [ 80 ]          |
| 2019 | Chị chị em em              | Bảo Nhi        | Kathy Uyên                          |                 |
| 2022 | Mười: Lời nguyền trở lại   | Chi Pu         | Danny Đỗ                            | [ 81 ]          |
| 2023 | Người Mặt Trời             | Triệu          | Timothy Linh Bùi                    | [ 82 ]          |

### Phim truyền hình
| Năm       | Tựa phim                         | Vai             | Kênh    | Thể loại         |
| --------- | -------------------------------- | --------------- | ------- | ---------------- |
| 2010      | Bộ tứ 10A8                       | Lớp trưởng 10A7 | VTV3    | Sitcom           |
| 2013      | Giọt nước rơi                    | Linh            | VTV3    | Phim truyền hình |
| 2013      | Giấc mơ hạnh phúc                | Hương           | VTV1    | Phim truyền hình |
| 2013–2015 | 5S Online                        | Nana công chúa  | VTV6    | Sitcom           |
| 2015      | Vẫn có em bên đời                | Trang           | HTV7    | Phim truyền hình |
| 2016      | Tỉnh giấc tôi thấy mình trong ai | Hoàng Đan       | YouTube | Web drama        |
| 2019      | Mối tình đầu của tôi             | Hạ Linh         | VTV3    | Phim truyền hình |

### Video âm nhạc

#### Diễn xuất
| Năm  | Tựa                   | Nghệ sĩ            |
| ---- | --------------------- | ------------------ |
| 2011 | Nếu Không Có Anh Ta   | Khánh Phương       |
| 2012 | Ngày Mới Ngọt Ngào    | Miu Lê             |
| 2012 | Môi Xinh              | Tâm Tít            |
| 2012 | Beautiful Girl        | Cường Seven, Mr. A |
| 2013 | You & I               | Cường Seven        |
| 2013 | Như Vậy Đi            | Nhật Thu, Mr. A    |
| 2013 | Đừng Bỏ Mặc Anh       | Hồ Vĩnh Anh        |
| 2014 | I Love You Everyday   | Ngô Kiến Huy       |
| 2015 | Đâu Đâu Cũng Là Em    | Phú Luân           |
| 2015 | Buông Đôi Tay Nhau Ra | Sơn Tùng M-TP      |
| 2016 | Một Năm Mới Bình An   | Sơn Tùng M-TP      |

#### Ca hát
| Năm  | Tựa                             |
| ---- | ------------------------------- |
| 2012 | Hát Cho Tình Bạn                |
| 2013 | Tiểu Thư Cá Tính                |
| 2014 | V                               |
| 2014 | Sẵn Sàng Bùng Nổ Yan Generation |
| 2014 | TADA XMAS                       |
| 2015 | Stay With Me                    |
| 2015 | Khi Chúng Ta Trẻ                |
| 2015 | Shining Star                    |
| 2016 | Ngày Bồng Bềnh                  |
| 2017 | Từ Hôm Nay (Feel Like Ooh)      |
| 2017 | Cho Ta Gần Hơn (I'm In Love)    |
| 2017 | Em Sai Rồi Anh Xin Lỗi Em Đi    |
| 2017 | Talk To Me (Có Nên Dừng Lại)    |
| 2018 | Đóa Hoa Hồng (Queen)            |
| 2018 | Mời Anh Vào Team Em             |
| 2019 | Anh Ơi Ở Lại                    |
| 2019 | Em Nói Anh Rồi (BIDIBADIBIDIBU) |
| 2019 | Shh! Chỉ Ta Biết Thôi           |
| 2019 | คิดมาก (Kid Mak)                 |
| 2019 | Shining Star                    |
| 2020 | Cung Đàn Vỡ Đôi                 |
| 2020 | Mơ Anh                          |
| 2022 | Black Hickey                    |
| 2022 | Sashimi                         |
| 2023 | Hoa Dưới Mặt Trời               |
| 2024 | Finding You                     |

### Chương trình truyền hình
| Năm  | Chương trình/ Cuộc thi                                 | Vai trò            | Phát sóng trên        | Ghi chú                                    | Nguồn  |
| ---- | ------------------------------------------------------ | ------------------ | --------------------- | ------------------------------------------ | ------ |
| 2014 | Bếp chiến                                              | Khách mời          | YanTV                 |                                            |        |
| 2014 | Lớp học vui nhộn                                       | Khách mời          | Yeah1TV               | Số 45                                      |        |
| 2014 | Hello                                                  | Khách mời          | Yeah1TV               |                                            |        |
| 2014 | Radio 88.8                                             | Khách mời          | YanTV                 |                                            |        |
| 2014 | Đừng để tiền rơi                                       | Người chơi         | VTV3                  | Tập ngày 27 tháng 11                       |        |
| 2014 | Bữa trưa vui vẻ (17/11)                                | Khách mời          | VTV6                  |                                            |        |
| 2015 | Bước nhảy hoàn vũ                                      | Thí sinh           | VTV3                  |                                            |        |
| 2015 | Chung sức                                              | Người chơi         | HTV7                  | Tập 1                                      |        |
| 2015 | Ghế không tựa                                          | Khách mời          | VTV6                  | Tập ngày 4 tháng 10                        |        |
| 2015 | Bản tin Wazzup                                         | Khách mời          | YanTV                 | Tập 21                                     |        |
| 2015 | Chuyện Showbiz                                         | Khách mời          | VTVCab 12             |                                            |        |
| 2015 | Ơn giời cậu đây rồi!                                   | Người chơi         | VTV3                  | Mùa 2, tập 5                               |        |
| 2015 | Là chính tôi                                           | Khách mời          | YanTV                 | Tập 4                                      |        |
| 2015 | Chỉ có thể là Yan+                                     | VJ                 | YanTV                 |                                            |        |
| 2015 | Bữa trưa vui vẻ                                        | Khách mời          | VTV6                  | Tập ngày 5 tháng 11                        |        |
| 2016 | Người bí ẩn                                            | Người chơi         | HTV7                  | Mùa 3, tập 4                               |        |
| 2016 | Giọng ải giọng ai                                      | Người chơi         | HTV7                  | Mùa 1, tập 4                               |        |
| 2016 | Hành trình bất ngờ                                     | Khách mời          | VTV9                  | Số 4                                       |        |
| 2016 | Lần đầu tôi kể                                         | Khách mời          | HTV2                  |                                            |        |
| 2016 | Đàn ông phải thế                                       | Người chơi         | HTV7                  | Mùa 2, tập 11                              |        |
| 2016 | Giọng hát Việt nhí                                     | Dẫn chương trình   | VTV3                  |                                            |        |
| 2016 | D Stars                                                | Khách mời          | VTVCab 7              |                                            |        |
| 2016 | Bữa trưa vui vẻ                                        | Khách mời          | VTV6                  | Tập ngày 14 tháng 12                       |        |
| 2016 | Cafe sáng cuối tuần                                    | Khách mời          | VTV3                  | Tập ngày 3 tháng 1                         |        |
| 2017 | Bữa trưa vui vẻ                                        | Khách mời          | VTV6                  | Tập ngày 19 tháng 11                       |        |
| 2017 | Người bí ẩn                                            | Người chơi         | HTV7                  | Mùa 4, tập 4                               |        |
| 2017 | Biệt tài tí hon                                        | Khách mời          | VTV3                  | Tập 10                                     |        |
| 2018 | Người đi xuyên tường                                   | Người chơi         | VTV3                  | Mùa 2, tập 10                              |        |
| 2018 | Hoa hậu Việt Nam                                       | Ca sĩ khách mời    | VTV9                  | Đêm chung khảo phía Nam                    |        |
| 2019 | Ô hay gì thế này                                       | Người chơi         | VTV3                  | Tập 3                                      |        |
| 2019 | Sóng xuân 19                                           | Khách mời          | HTV2                  |                                            |        |
| 2019 | Quý ông đại chiến                                      | Khách mời          | VTV3                  | Mùa 1, tập 7                               |        |
| 2019 | Hoa hậu Thế giới Việt Nam                              | Ca sĩ khách mời    | VTV1                  | Đêm chung kết                              |        |
| 2020 | Chi Pu's Greatest Show                                 | Ca sĩ/Nhà sản xuất | YouTube               |                                            |        |
| 2020 | Hoa hậu Việt Nam                                       | Ca sĩ khách mời    | VTV6                  | Đêm thi Người đẹp Biển - Người đẹp Du lịch |        |
| 2022 | Street Dance Việt Nam                                  | Đội trưởng         | HTV7                  |                                            | [ 29 ] |
| 2023 | Tỷ tỷ đạp gió rẽ sóng (Mùa 4) (Với tên "Đạp Gió 2023") | Người chơi         | Mango TV (Trung Quốc) |                                            | [ 83 ] |
| 2023 | Hoa hậu Hòa bình Việt Nam                              | Ca sĩ khách mời    |                       | Đêm chung kết                              |        |

## Thành tích

### Giải thưởng và đề cử

#### Quốc tế
| Giải thưởng                        | Năm  | Hạng mục                             | Đề cử cho                        | Kết quả           | Ref    |
| ---------------------------------- | ---- | ------------------------------------ | -------------------------------- | ----------------- | ------ |
| Asia Artist Awards                 | 2016 | Rising Star Award                    | Chi Pu                           | Đoạt giải         | [ 84 ] |
| WebTVAsia Awards                   | 2016 | Most Popular Online Drama            | Tỉnh giấc tôi thấy mình trong ai | Đoạt giải         | [ 85 ] |
| WebTVAsia Awards                   | 2019 | Best Concept Music Video of the Year | Anh ơi ở lại                     | Đoạt giải         | [ 86 ] |
| WebTVAsia Awards                   | 2019 | Best Dance Music Video of the Year   | Em nói anh rồi                   | Đề cử             | [ 87 ] |
| WebTVAsia Awards                   | 2019 | Branded Video of the Year            | Em nói anh rồi                   | Đề cử             | [ 88 ] |
| Weibo TV and Internet Video Summit | 2023 | Outstanding Entertainer of the Year  | Đạp gió                          | Lọt vào danh sách | [ 89 ] |

#### Việt Nam
| Giải thưởng                 | Năm  | Hạng mục                                          | Đề cử cho                       | Kết quả           | Ref     |
| --------------------------- | ---- | ------------------------------------------------- | ------------------------------- | ----------------- | ------- |
| Cánh Diều Vàng              | 2014 | Phim ngắn xuất sắc                                | Cô gái trên tầng thượng         | Đoạt giải         | [ 90 ]  |
| Ngôi sao của năm            | 2014 | Mỹ nhân của năm                                   | Chi Pu                          | Đề cử             | [ 91 ]  |
| Ngôi sao của năm            | 2015 | Mỹ nhân của năm                                   | Chi Pu                          | Đoạt giải         | [ 92 ]  |
| Ngôi sao của năm            | 2023 | Mỹ nhân của năm                                   | Chi Pu                          | Đoạt giải         |         |
| Ngôi Sao Xanh               | 2014 | Gương mặt điện ảnh triển vọng                     | Hương ga                        | Đề cử             |         |
| Ngôi Sao Xanh               | 2015 | Nữ diễn viên điện ảnh được yêu thích              | Yêu                             | Đề cử             |         |
| Ngôi Sao Xanh               | 2020 | Nữ diễn viên điện ảnh được yêu thích              | Chị chị em em                   | Đoạt giải         | [ 93 ]  |
| Ngôi Sao Xanh               | 2020 | Nữ diễn viên điện ảnh xuất sắc nhất               | Chị chị em em                   | Lọt vào danh sách | [ 93 ]  |
| Ngôi Sao Xanh               | 2022 | Nữ diễn viên điện ảnh được yêu thích              | Mười: Lời nguyền trở lại        | Đoạt giải         | [ 94 ]  |
| Ngôi Sao Xanh               | 2022 | Nữ diễn viên điện ảnh xuất sắc nhất               | Mười: Lời nguyền trở lại        | Lọt vào danh sách |         |
| Giải Mai Vàng               | 2015 | Nữ diễn viên được yêu thích nhất                  | Yêu                             | Đề cử             | [ 95 ]  |
| Giải Mai Vàng               | 2015 | 10 nghệ sĩ của năm                                | Chi Pu                          | Đoạt giải         | [ 95 ]  |
| ELLE Style Awards Vietnam   | 2015 | Nữ diễn viên trẻ phong cách nhất năm              | Chi Pu                          | Đoạt giải         | [ 96 ]  |
| ELLE Style Awards Vietnam   | 2017 | Nữ diễn viên phong cách nhất của năm              | Chi Pu                          | Đoạt giải         | [ 97 ]  |
| WeChoice Awards             | 2015 | Top 5 nghệ sĩ đột phá nhất năm                    | Chi Pu                          | Đề cử             |         |
| WeChoice Awards             | 2016 | Nghệ sĩ trẻ có hoạt động đột phá                  | Chi Pu                          | Đoạt giải         |         |
| WeChoice Awards             | 2017 | Top 10 nhân vật truyền cảm hứng                   | Chi Pu                          | Đoạt giải         | [ 98 ]  |
| WeChoice Awards             | 2023 | Top 10 nhân vật truyền cảm hứng                   | Chi Pu                          | Đoạt giải         |         |
| WeChoice Awards             | 2023 | Đại sứ truyền cảm hứng                            | Chi Pu                          | Đoạt giải         |         |
| WeChoice Awards             | 2023 | Nghệ sĩ có hoạt động nổi bật                      | Chi Pu                          | Đoạt giải         |         |
| Giải thưởng Truyền hình HTV | 2016 | Nữ diễn viên phim truyền hình được yêu thích nhất | Vẫn có em bên đời               | Đoạt giải         | [ 99 ]  |
| VLive Year End Party        | 2016 | Ngôi sao nữ xuất sắc                              | Chi Pu                          | Đoạt giải         | [ 100 ] |
| VLive Year End Party        | 2016 | Ngôi sao đa tài                                   | Chi Pu                          | Đoạt giải         | [ 100 ] |
| Men&life Awards             | 2019 | Siêu sao của năm                                  | Chi Pu                          | Đoạt giải         | [ 101 ] |
| TikTok Awards Vietnam       | 2020 | Nữ nghệ sĩ ấn tượng của năm                       | Chi Pu                          | Đoạt giải         | [ 102 ] |
| Zing Music Awards           | 2017 | Nghệ sĩ mới của năm                               | Chi Pu                          | Đề cử             | [ 103 ] |
| Zing Music Awards           | 2017 | Nữ ca sĩ được yêu thích                           | Chi Pu                          | Lọt vào danh sách | [ 103 ] |
| Zing Music Awards           | 2017 | Ca khúc Dance / Electronic được yêu thích         | Từ hôm nay (Feel Like Ooh)      | Lọt vào danh sách | [ 103 ] |
| Zing Music Awards           | 2017 | Music Video của năm                               | Từ hôm nay (Feel Like Ooh)      | Lọt vào danh sách | [ 103 ] |
| Zing Music Awards           | 2018 | Nữ ca sĩ được yêu thích                           | Chi Pu                          | Lọt vào danh sách |         |
| Zing Music Awards           | 2019 | Nữ ca sĩ được yêu thích                           | Chi Pu                          | Lọt vào danh sách | [ 104 ] |
| Zing Music Awards           | 2019 | Ca khúc Pop / Ballad được yêu thích               | Anh ơi ở lại                    | Lọt vào danh sách | [ 104 ] |
| Zing Music Awards           | 2019 | Ca khúc nhạc phim được yêu thích                  | Người nào hay (Friend Zone OST) | Lọt vào danh sách | [ 104 ] |
| Zing Music Awards           | 2020 | Nữ ca sĩ được yêu thích                           | Chi Pu                          | Lọt vào danh sách |         |
| Zing Music Awards           | 2020 | Ca khúc Dance / Electronic được yêu thích         | Mơ anh                          | Lọt vào danh sách |         |

### Giải thưởng cuộc thi, chương trình
| Cuộc thi / Chương trình                   | Kết quả     | Giải phụ                                                  | Ref     |
| ----------------------------------------- | ----------- | --------------------------------------------------------- | ------- |
| Liên hoan đàn Organ Thành phố Hà Nội 2003 | Giải nhất   |                                                           |         |
| Miss Teen Vietnam 2009                    | Top 20      |                                                           |         |
| Bước nhảy Hoàn vũ 2015                    | Cúp đồng    |                                                           |         |
| V Heartbeat tháng 5/2019                  | Chiến thắng |                                                           |         |
| Đạp gió 2023                              | Hạng 6      | - Sân khấu xuất sắc – Shut Up And Dance - Nghệ sĩ đột phá | [ 105 ] |

### Danh hiệu
| Đơn vị  | Danh hiệu                                                                                       | Ref |
| ------- | ----------------------------------------------------------------------------------------------- | --- |
| Forbes  | Forbes Asia: 100 Digital Stars (12/2020)                                                        |     |
| Forbes  | Forbes Vietnam: 20 Ngôi Sao Trên Mạng Xã Hội (12/2020)                                          |     |
| YouTube | Nữ ca sĩ có video âm nhạc đạt Top 1 Trending YouTube nhiều nhất Việt Nam (5 video âm nhạc)      |     |
| YouTube | Nữ ca sĩ có video âm nhạc đạt Top 1 Trending YouTube lâu nhất Việt Nam (11 ngày) – Anh ơi ở lại |     |